# Nuevo Chato Grande
Nuevo Chato Grande es una villa peruana ubicada en el distrito de Cura Mori, perteneciente a la provincia y departamento de Piura, al norte del Perú. 

## Ubicación
Nuevo Chato Grande se ubica al oeste de la provincia de Piura, en el distrito de Cura Mori, en el departamento de Piura.

## Demografía
En 2017 Nuevo Chato Grande tenía una población de 2345 habitantes.